# Come Undone (Robbie-Williams-Lied)
Come Undone ist ein Lied des britischen Popsängers Robbie Williams aus dem Jahr 2002.

## Entstehung und Veröffentlichung
Das Lied wurde vom Interpreten selbst, zusammen mit Ashley Hamilton, Kristian Ottestad und Daniel Pierre, geschrieben beziehungsweise komponiert. Für die Produktion zeichneten Guy Chambers und Steve Power verantwortlich.
Die Erstveröffentlichung von Come Undone erfolgte als Teil von Williams’ fünften Studioalbum Escapology am 18. November 2002. Am 31. März 2003 erschien es als zweite Singleauskopplung aus dem Album.

## Musikvideo
Das Musikvideo zu Come Undone entstand unter der Regie von Jonas Åkerlund und zeigt Williams in der Mitte zwischen zwei Frauen im Bett einer Villa aufwachend nach einer großen Hausparty am Vorabend. Anschließend läuft er in pinken Socken durch das Haus, während Rückblenden der Ereignisse der vergangenen Nacht gezeigt werden. Als das Lied seinen Höhepunkt erreicht, sieht man Williams beim Flotten Dreier mit den zwei Frauen, die Prostituierte sind. Diese Aufnahmen sind mit anschaulichen und beunruhigenden Bildern von Schlangen, Ratten und Käfern durchsetzt, die meist auf schönen Frauen herumkrabbeln. In den letzten Aufnahmen sind die beiden Frauen zu Männern in Frauenkostümen verwandelt worden, was auf die Leidenschaft der Medien für Williams’ Sexualität anspielt. Das Lied enthält zahlreiche explizite Textpassagen (wie „fuck you all“), die auf einigen Radiosendern ausgeblendet werden. Bis August 2023 zählte das Video über 21 Millionen Aufrufe bei YouTube.

## Rezeption

### Charts und Chartplatzierungen
| ChartsChartplatzierungen     | Höchstplatzierung | Wochen |
| ---------------------------- | ----------------- | ------ |
| Deutschland (GfK)            | 16 (9 Wo.)        | 9      |
| Österreich (Ö3)              | 15 (16 Wo.)       | 16     |
| Schweiz (IFPI)               | 45 (10 Wo.)       | 10     |
| Vereinigtes Königreich (OCC) | 4 (14 Wo.)        | 14     |

### Auszeichnungen für Musikverkäufe
| Land/Region                  | Auszeichnungen für Musikverkäufe (Land/Region, Auszeichnung, Verkäufe) | Verkäufe |
| ---------------------------- | ---------------------------------------------------------------------- | -------- |
| Vereinigtes Königreich (BPI) | Silber                                                                 | 200.000  |
| Insgesamt                    | 1× Silber ·                                                            | 200.000  |

Hauptartikel: Robbie Williams/Auszeichnungen für Musikverkäufe